# Miguel Alcubierre

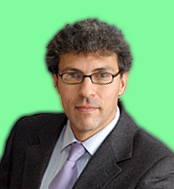
Miguel Alcubierre (2013)

Miguel Alcubierre, född 1964, är en mexikansk teoretisk fysiker.
Alcubierre är mest känd för en artikel i maj 1994 benämnd "The Warp Drive: Hyper-fast travel within general relativity" i vetenskapsmagasinet Classical and Quantum Gravity.  I artikeln beskriver han en "Alcubierre drive" som är ett sätt hur man i teorin kan färdas fortare än ljusets hastighet utan att bryta mot principen att ingenting kan färdas fortare än ljuset. I artikeln för han fram en modell där han kan flytta en flat rymd inuti en "bubbla" av krökt rymd.